# Chaukhamba
Le Chaukhamba est une montagne de la chaîne de l'Himalaya qui se trouve dans l'État indien de l'Uttarakhand. Elle présente quatre cimes et culmine au Chaukhamba I à 7 138 m d'altitude.
Le Chaukhamba est l'objectif de l'expédition française privée de 1952 emmenant 4 alpinistes : Marie-Louise Plovier Chapelle (première femme française à participer à une expédition dans l'Himalaya), Edouard Frendo ainsi que Lucien George et Victor Russenberger (alpinistes suisses). Seuls ces deux derniers réalisent l'ascension, le 13 juin 1952[réf. souhaitée].